# Löhningen
Löhningen es una comuna suiza del cantón de Schaffhausen. Limita al norte con la comuna de Siblingen, al este con Beringen, al sur con Guntmadingen, y al oeste con Neunkirch.